# Niềng răng

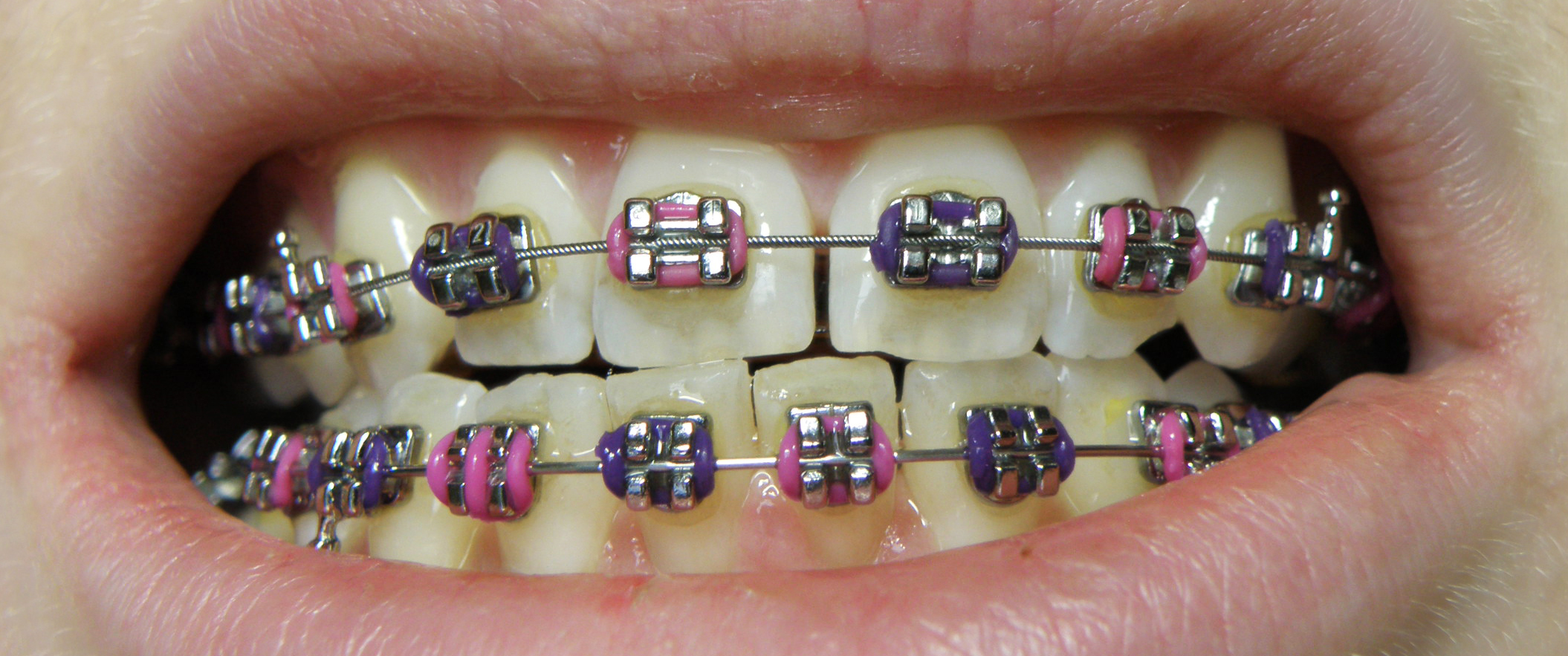
Niềng răng

Niềng răng (hay còn gọi là niềng, mắc cài chỉnh nha) là một khí cụ được sử dụng trong khoa chỉnh nha để làm đều răng mọc khấp khểnh, không đúng chỗ, đưa chúng về đúng với vị trí trên khớp cắn, đồng thời cải thiện sức khỏe răng miệng. Niềng có thể chỉnh các trường hợp như răng thưa, móm, hô, cũng như giảm thiểu khả năng mắc các bệnh về răng như sâu răng do thức ăn kẹt trong kẽ răng khấp khểnh gây ra.
Thời gian điều trị với niềng răng thông thường kéo dài từ vài tháng đến vài năm, tuy vậy có thể nhanh hoặc lâu hơn tùy trường hợp. Sau khi kết thúc điều trị, răng còn chưa chắc chắn và vẫn có khả năng quay lại vị trí tự nhiên của nó. Chính vì vậy, người bệnh sẽ cần đeo thêm hàm duy trì theo hướng dẫn của nha sĩ.
Niềng răng chỉ có tác dụng làm cho răng đều, thẳng hàng, còn với việc răng bị sứt mẻ, bệnh nhân phải áp dụng biện pháp trám hoặc bọc răng.

## Bộ phận
Một bộ niềng răng truyền thống thường có các bộ phận sau: 
- Mắt niềng (bracket): miếng kim loại, thường làm bằng thép không gỉ, được gắn chặt vào mặt răng bằng một loại keo chuyên dụng
- Dây cung (wire): sợi dây kim loại buộc các mắt niềng lại với nhau với một lực kéo nhất định, nhằm đưa răng về vị trí mong muốn, đây là bộ phận đóng vai trò chính trong việc niềng răng
- Đai (band): giống như mắt niềng nhưng được cuốn xung quanh răng hàm trong cùng
- Móc (hook): một móc nhỏ đi kèm với mắt niềng, dùng để móc dây chun kéo lại với nhau
- Chun kéo (rubber band): trong một số trường hợp, nha sĩ có thể phải dùng chun kéo bằng cao su để tăng áp lực, đưa răng về đúng vị trí. Trong một thời điểm, bệnh nhân có thể phải sử dụng nhiều chun kéo để móc vào niềng.

## Các loại niềng

### Niềng răng mắc cài
Dựa vào chất liệu, có thể phân ra niềng răng kim loại và niềng răng sứ.
Niềng răng kim loại có mắt niềng thường được làm bằng thép không gỉ, giúp tăng độ bền và khả năng chịu lực, nhất là trong quá trình điều trị khi người bệnh phải cắn, nhai và chịu các lực tác động khác từ hàm, lưỡi cũng như các tác nhân bên ngoài. Niềng răng sứ (ceramic) có cấu trúc tương tự niềng răng kim loại nhưng mắt niềng làm bằng sứ trắng, màu sắc hòa lẫn với răng giúp tăng tính thẩm mỹ.
Dựa vào vị trí gắn niềng, trên thị trường có niềng răng mắc cài mặt lưỡi (lingual braces), không gắn vào mặt ngoài mà được đưa vào mặt trong của răng. Loại niềng này cũng có tác dụng tương tự các loại niềng kể trên nhưng có tính thẩm mỹ vì khó nhận biết hơn. Tuy vậy, việc vệ sinh sẽ phức tạp hơn niềng mặt ngoài.

### Niềng răng trong suốt
Một loại niềng răng khác là niềng trong suốt, làm bằng nhựa dẻo có độ đàn hồi và được đúc nguyên khuôn theo hàm răng bệnh nhân. Trong suốt qua trình điều trị, mỗi khi răng có sự điều chỉnh vị trí, một bộ niềng mới sẽ được đúc.

## Hình ảnh

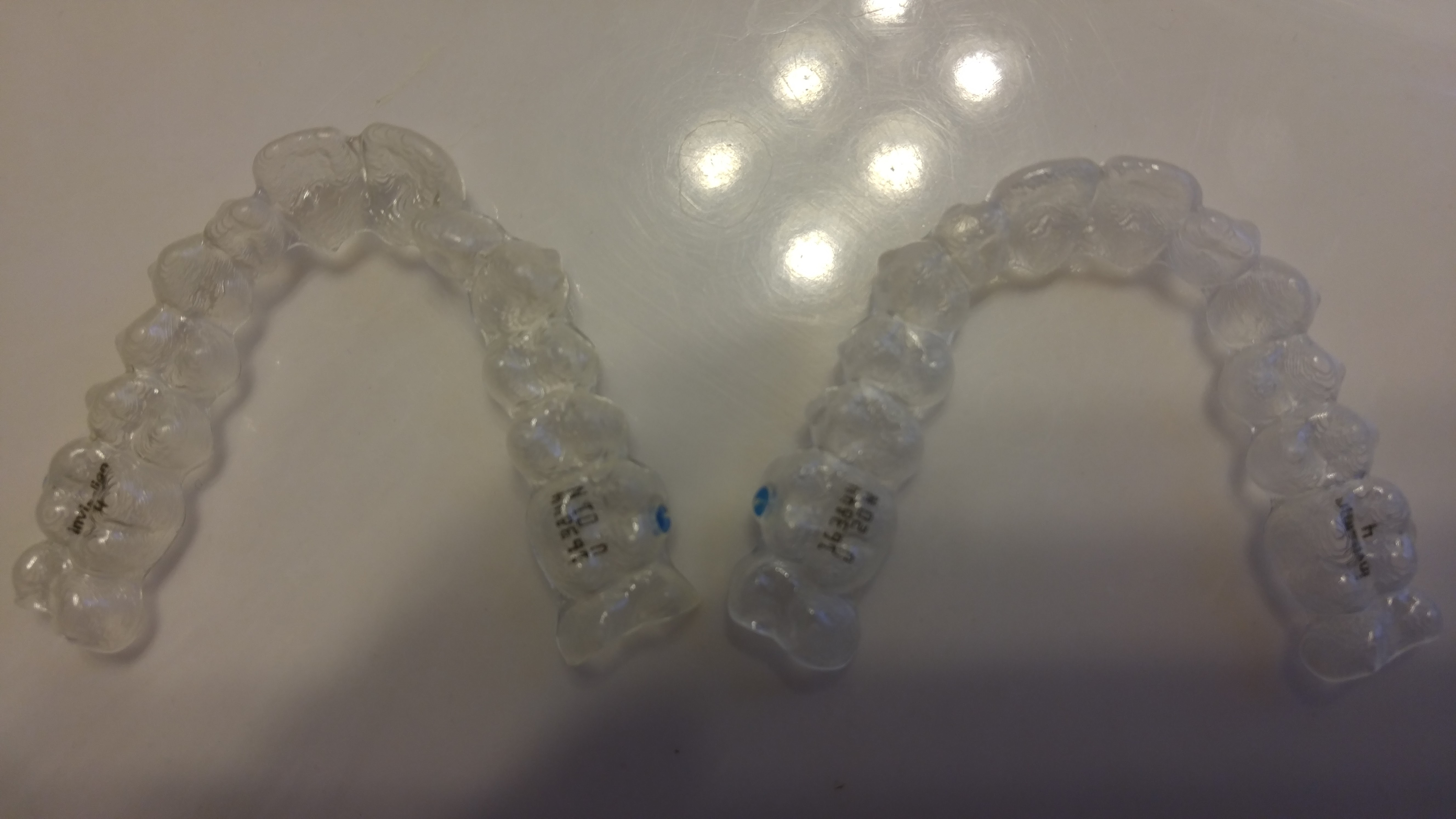
Niềng trong suốt
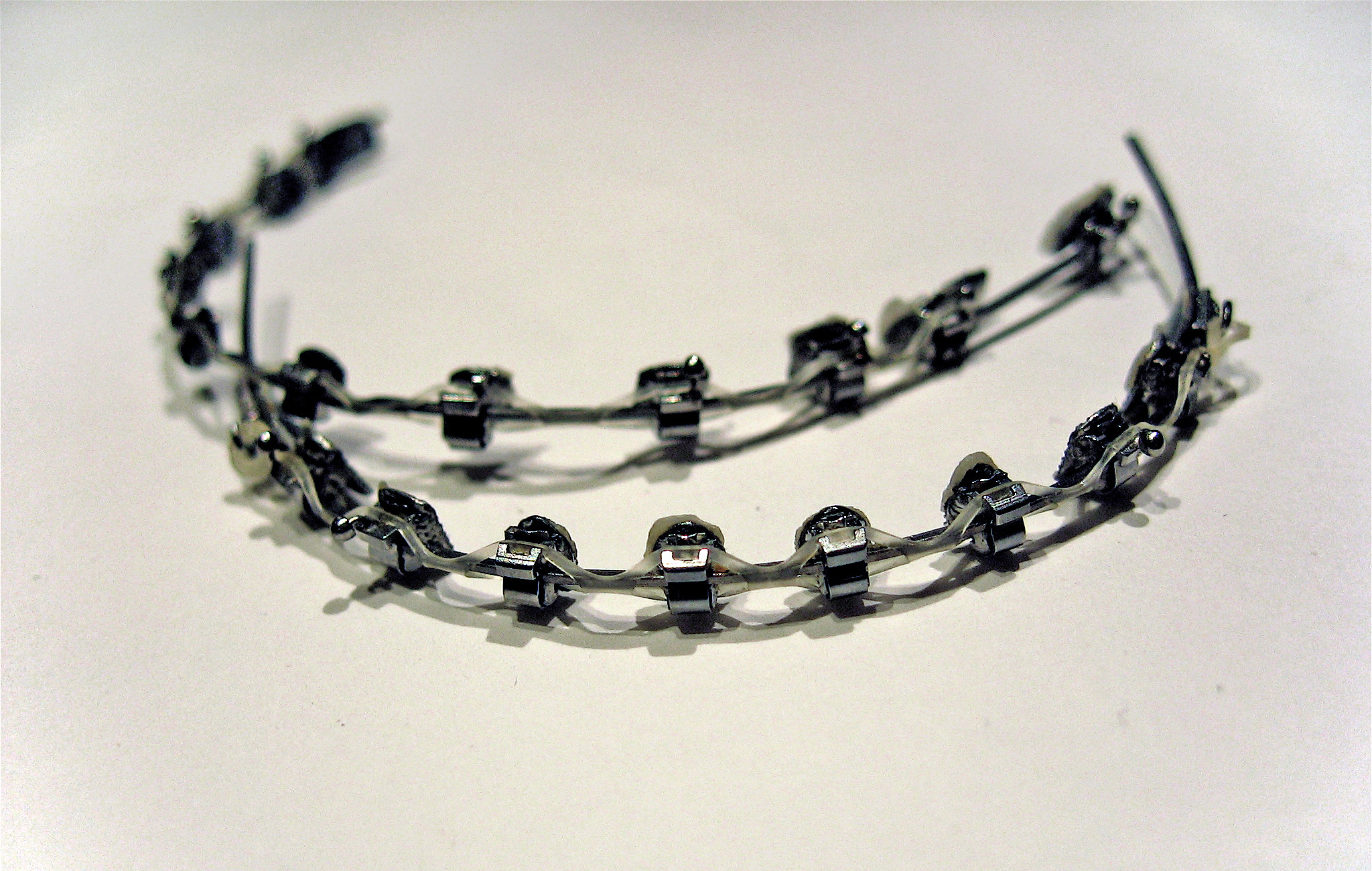
Niềng kim loại